# 20th Century Boys
20th Century Boys (яп. 20世紀少年 Нидзюссэйки сё:нэн, «Дети двадцатого века») — научно-фантастическая манга Наоки Урасавы, получившая премию издательства «Коданся» в 2001 году, приз на Японском фестивале медиаарта в 2002 году и премию Shogakukan в 2003 году. Два последних тома были выпущены под названием 21st Century Boys (яп. 21世紀少年). В манге часто встречаются отсылки к рок-н-роллу, а её название схоже с названием песни «20th Century Boy» британской рок-группы «T. Rex».
Согласно опросу, проведённому в 2007 году Агентством по делам культуры, занимает 36-е место среди лучшей манги всех времен.
Одноимённый фильм, снятый Юкихико Цуцуми, вышел в августе 2008 года. 30 января 2009 появилось продолжение, а последняя часть вышла 29 августа 2009 года.

## Персонажи
Кэндзи Эндо (яп. 遠藤 ケンヂ Эндо: Кэндзи) — один из главных героев манги и главный герой первой части манги. Кэндзи и его поведение в детстве оказали большое воздействие на все события манги.
Канна Эндо (яп. 遠藤 カンナ Эндо: Канна) — племянница Кэндзи, обладающая сверхъестественными способностями неясной природы. Она возглавляла организацию, которая стремилась к восстанию против Друга. В ней Канна имела прозвище «Ледяная Королева».

## Отзывы и критика
Обозреватель «anime*magazine» Сергей Тимохин называет 20th Century Boys одним из самых «захватывающих и одновременно реалистичных» произведений, что ему довелось прочитать в жизни. Он добавляет: «Она не отпускает, держит в напряжении, как заправский триллер, завлекает и полностью поглощает читателя».
Рецензент ActiveAnime в обзоре первого тома отмечал, что манга отличается интересным сюжетом и детализированным рисунком. Он посчитал начало манги весьма многообещающим.